# F. X. Toole
F. X. Toole (eigentlich Jerry Boyd; * 30. Juli 1930 in Long Beach, Kalifornien; † 2. September 2002 in Torrance, Kalifornien) war ein US-amerikanischer Boxtrainer, Cut Man und Schriftsteller.

## Leben
Boyd arbeitete lange Zeit in Gelegenheitsjobs und war unter anderem Schauspieler, Golf-Caddy, Barmann und Stierkämpfer. Schließlich wechselte er ins Boxfach und war mehr als 20 Jahre als Boxtrainer und Cut Man (behandelt in den Kampfpausen die Verletzungen des Boxers) tätig. 
Er veröffentlichte unter dem Titel Rope Burns: Stories from the Corner (dt. 2001 als Champions. Geschichten aus dem Ring) eine Sammlung von sieben Kurzgeschichten aus der Welt des Boxsports. Eine davon diente 2004 Clint Eastwood als literarische Vorlage für seinen Spielfilm Million Dollar Baby. Postum erschien 2006 der Roman Pound for Pound.